# Lary (rzeka)
Lary – rzeka we Francji, przepływająca przez tereny departamentów Charente, Charente-Maritime i Żyronda, o długości 53,7 km. Stanowi dopływ rzeki Isle.